# 여주군·양평군
여주군·양평군은 대한민국의 옛 국회의원 선거구이다. 당시 경기도 여주군과 양평군 지역을 관할했다.

## 역사
제6대 국회의원 선거를 앞두고 여주군 선거구와 양평군 선거구가 통합되면서 신설되었다.
제9대 국회의원 선거를 앞두고 여주군은 광주군, 이천군과 함께 여주군·광주군·이천군 선거구를 이루고 양평군은 연천군, 포천군, 가평군과 함께 연천군·포천군·가평군·양평군 선거구를 이루게 됨에 따라 폐지되었다.

## 역대 국회의원
| 선거   | 정당 | 정당       | 의원   |
| ------ | ---- | ---------- | ------ |
| 1963년 |      | 민주공화당 | 이백일 |
| 1967년 |      | 민주공화당 | 이백일 |
| 1971년 |      | 신민당     | 천명기 |

## 역대 선거 결과

### 대한민국 제6대 국회의원 선거
|  | 31.01% |

|  | 24.63% |

|  | 18.07% |

|  | 13.04% |

|  | 6.66% |

|  | 4.15% |

|  | 2.40% |

### 대한민국 제7대 국회의원 선거
|  | 53.80% |

|  | 32.08% |

|  | 10.92% |

|  | 1.59% |

|  | 1.58% |

### 대한민국 제8대 국회의원 선거
|  | 54.71% |

|  | 44.01% |

|  | 1.26% |